# Jošijuki Hasegava
Jošijuki Hasegava (japonsko 長谷川 祥之), japonski nogometaš, * 11. februar 1969.
Za japonsko reprezentanco je odigral 6 uradnih tekem.